# Rondó en mi bemoll major (Chopin)
El Rondó en mi bemoll major, op. 16, de vegades anomenat Introducció i rondó, és una obra per a piano de Frédéric Chopin, composta el 1833. Va ser dedicat a Caroline Hartmann.
Aquest rondó comença amb una introducció apassionada en do menor, que va seguida del joiós tema principal en mi bemoll major. El segon tema és ple de vivor, tot i que una mica més moderat que el primer. Per concloure, després de les principals repeticions temàtiques hi ha una coda d'un nivell virtuosístic. La peça, en conjunt, és molt variada i interessant, però difícil per al pianista. Un execució orientativa d'aquesta obra dura uns 10 minuts.